# Centre Social Okupat Pati Blau
El Centre Social Okupat Pati Blau (CSO Pati Blau) fou un espai sociocultural, autogestionat i assembleari de Cornellà de Llobregat vigent entre 1998 i 2004, any en què fou desallotjat enmig d'uns aldarulls multitudinaris, violents i molt seguits pels mitjans de comunicació.

## Història
Aquest espai estigué situat a la Plaça dels Quatre Camins, a la cantonada entre el carrer Joaquim Rubió i Ors i la carretera d'Esplugues. Prengué el seu nom de l'antiga sala de música i de ball homònima, El Pati Blau, que havia estat activa durant la dècada de 1970. Afí a l'independentisme català, els seus membres destacaren per la radicalitat en les seves tàctiques i pel seu comportament macarra, així com la defensa i l'organització contra l'explotació de les empreses de treball temporal (ETT) als joves d'aquest municipi baixllobregatenc. L'octubre de 2000 el centre fou víctima d'un atac feixista, amb un còctel molotov que rebotà contra la porta i esvàstiques nazis dibuixades als murs.
La resistència al seu desallotjament culminà el 21 d'octubre de 2004 després de 4 hores d'enfrontaments amb pneumàtics cremats, càrregues policials amb 12 furgonetes antiavalots del Cos Nacional de Policia, talls en la circulació del Trambaix, la crema de contenidors, el llançament de pedres, ampolles amb claus i petards i l'aixecament de diverses barricades i tanques —inclosos cotxes i un autobús de TMB que quedà encreuat a la Plaça dels Quatre Camins— per part d'un centenar de manifesants i ocupes. Aquests fets posaren de manifest l'elevat grau organitzatiu del moviment ocupa de Catalunya i en els anys en què existí, el CSO Pati Blau esdevingué un dels centres ocupats catalans més destacats i combatius.
Després del seu desallotjament, l'edifici fou enderrocat aquella mateixa tarda i una cinquantena de manifestants es concentrà a la Plaça de l'Església del municipi, davant l'Ajuntament de Cornellà de Llobregat —que es dissolgué posteriorment sense aldarulls. Més endavant, diversos membres van constituir el Centre Social Okupat Tòxics, que fou actiu durant tres anys. Aquest espai fou també clausurat i enderrocat a través d'una ordre judicial no comunicada legalment la matinada del 18 d'abril de 2007, enmig de forts controls policials dels Mossos d'Esquadra en tota la ciutat i durant els cinc dies previs a la intervenció.